# Club Sesso
El Club Sesso, cuyo nombre formal era Ron Jeremy's Club Sesso, era un club sexual para parejas liberales que se encontraba en la ciudad de Portland (Oregón). Estuvo operativo entre los años 2009 y 2015.

## Historia
El Club Sesso abrió sus puertas el 19 de junio de 2009 en el número 824 de Southwest 1st Avenue, en el centro de Portland. El club estaba patrocinado por el actor pornográfico estadounidense Ron Jeremy y se anunciaba como un "club de intercambio de parejas de lujo y alta energía" donde los miembros podían participar en actividades sexuales.
En junio de 2014, el Cuerpo de Bomberos y Rescate de Portland denegó un permiso al club debido a su renovación incompleta. El 28 de junio, mientras el Club Sesso celebraba una fiesta de aniversario, un inspector de bomberos determinó que el negocio infringía el código de la ciudad. Sin embargo, el jefe de bomberos Doug Jones, que no estaba de servicio esa noche, intervino y anuló la decisión del inspector, diciendo "que no habría repercusiones por parte de la Oficina de Bomberos como resultado de la falta de permisos".
En junio de 2015, el propietario Paul Smith anunció que el Club Sesso cerraba debido a los gastos legales, que alcanzaban casi los 100 000 dólares. Dijo sobre el cierre del club: "Desafortunadamente, debido a circunstancias fuera de nuestro control, y los continuos y sustanciales honorarios legales no contenciosos durante el año pasado, y nuestra incapacidad para llegar a acuerdos razonables con las diversas agencias gubernamentales involucradas, el Club Sesso ya no es capaz de permanecer en el negocio. El sábado 20 de junio será nuestro último evento... Seis años y un día después de nuestra apertura". El último día de operaciones del club fue el 20 de junio de 2015. Según Smith, los abogados están "evaluando todas las opciones para reabrir" el club en el futuro.
En septiembre de 2016, el club reabrió bajo una nueva propiedad con el nombre de Club Privata.